# Zoryana Skaletska
Zoryana Skaletska (en ukrainien : Зоряна Степанівна Скалецька), née le 9 août 1980 à Lviv (RSS d'Ukraine, URSS), est une femme d'État et avocate ukrainienne.

## Biographie
Elle fut étudiante à l'université nationale Académie Mohyla de Kiev en 2002 puis enseignante dans la même institution.

### Parcours politique
Elle est ministre de la Santé du Gouvernement Hontcharouk. En octobre 2020 elle se présentait sous l'étiquette Serviteur du peuple (parti politique) aux élections municipales de Kiyv.